# USS Effingham (1777)
USS Effingham – fregata żaglowa należąca do Continental Navy nosząca nazwę pochodzącą od Earla Effingham. Zbudowana w Filadelfii w latach 1776-1777, dowódcą został komandor John Barry. Gdy Brytyjczycy przejęli władzę na Filadelfią we wrześniu 1777, Barry otrzymał rozkaz wzięcia nieukończonego okrętu w górę rzeki Delaware w bezpieczne miejsce.
25 października generał George Washington spytał załogę okrętu czy przejdzie do jego floty. Dwa dni później wydano rozkaz spalenia bądź zatopienia okrętu. "Effingham" zatonął 2 listopada poniżej Bordentown w New Jersey by nie wpadł w ręce Brytyjczyków. Wystające części zostały spalone przez Brytyjczyków 9 maja 1778 w czasie ich pochodu z Filadelfii na północ.